# Masacre (banda peruana)
M.A.S.A.C.R.E. (Metal Avanzando Siempre Ante Cualquier Rechazo Existente) es una banda peruana de heavy metal de la ciudad de Lima formada en 1985. Actualmente es integrada por Omar Pizarro (voz), Coqui Tramontana y Martín Tuesta (guitarras), Miguel Tuesta (bajo) y Hans Menacho (batería).

## Historia
M.A.S.A.C.R.E. se formó en 1985 con Coqui Tramontana y los hermanos Miguel y Martín Tuesta, influenciados por el NWOBHM, cuando el heavy metal en español estaba en sus inicios. La primera formación de la banda incluía a José Antonio Hernández en la voz y Donald Rodríguez Quevedo en la batería, además de los tres fundadores. Durante los siguientes dos años el lugar del cantante sería ocupado por Aldo Linares Culebra y la batería por Pier Paolo De Bernardi.
En 1988 M.A.S.A.C.R.E. graba su primer disco, Sin piedad, con Miguel Ángel Cervantes en la voz y Jorge Pelo Madueño alternando la batería con Pier Paolo De Bernardi. El álbum iba a ser editado por CBS Perú, pero debido a la fuerte crisis económica del país, CBS cierra sus oficinas en Lima y la edición de Sin Piedad no se concretaría ese año.
A partir de 1990 la banda entra en receso debido a que los hermanos Tuesta deben radicar en Venezuela, por ello el álbum Sin Piedad se edita primero en ese país y en el Perú algunos años más tarde.
En el año 1998 los hermanos Tuesta regresan a Lima y deciden retomar el proyecto, esta vez con Rafo MacKee reemplazando a Coqui Tramontana en la guitarra y Willy Hermoza en la batería , con la voz nuevamente de Miguel Ángel "el Loco" Cervantes Durante este período de reunión MASACRE realiza una serie de presentaciones a nivel nacional y además actúa como banda soporte de Quiet Riot y comparte cartel con Criminal, y se graba y edita el segundo álbum En vivo hasta el final.
En el año 2000 llega Omar Pizarro para ocupar la plaza de cantante dejada por Miguel Ángel Cervantes, EL LOCO CERVANTES originándose la segunda etapa de MASACRE con una notoria influencia del Thrash metal en sus nuevas composiciones, las cuales serían grabadas ese mismo año y editadas en el tercer álbum de la banda, llamado Demoledor, bajo la producción de Alberto Chino Chávez.
En el 2001 Martín Tuesta debe partir a los Estados Unidos por motivos de trabajo y su lugar es ocupado por Coqui Tramontana, fundador de MASACRE quien regresaba a la banda después de 12 años. Con esta formación MASACRE realiza varias presentaciones en el Perú para promocionar el nuevo disco, actuando también como banda soporte de Rata Blanca y Transmetal. Durante este período, MASACRE participa además en el disco tributo a V8 (Argentina) titulado V8 no murió con el tema "Momento de luchar" y el disco Tributo a Leucemia (1983-2003) (Perú) con el tema "Barras malditas".
En el 2003 se da un nuevo cambio en la formación de MASACRE al entrar Jaqo Sangalli (R3s3t, Gaia) en la guitarra, en reemplazo de Rafo MacKee y con esta formación se inicia la producción del siguiente disco a cargo del productor musical Germán Villacorta, cuyo currículo incluye trabajos para artistas como Rage Against The Machine, Rata Blanca, ZZ Top, Ozzy Osbourne y Alice Cooper. En el 2004 se edita este nuevo trabajo titulado En pie de guerra, y al año siguiente la versión en inglés del mismo disco: On the warpath. Justo después de la grabación de estos álbumes entra a la banda Hans Menacho en reemplazo del baterista Willy Hermoza, quien junto a MacKee forma el proyecto PIRANHA, y es con esa formación que se promocionan las nuevas entregas de MASACRE hasta el 2006, año en el que Omar Pizarro decide emigrar a España y abandonar la banda. Ese año MASACRE es invitado al 1.er "Encuentro Latinoamericano de Heavy Metal" realizado en Madrid.
A finales del 2006 MASACRE presenta a su nuevo cantante Adrián Del Águila, con el cual la banda inicia su tercera etapa. Con esta formación MASACRE participa en el disco Tributo internacional Kraken (Colombia) grabando el tema "Oculto". Un año más tarde Hans Menacho debe partir a Londres para seguir sus estudios musicales y deja su lugar al nuevo baterista Capi Baigorria. Con esta nueva formación MASACRE actúa como banda soporte de Paul Di'Anno en abril de 2008 y en el 2009 es elegida para actuar como banda soporte de Iron Maiden, Cobra, Keel y Winger en Lima durante la gira Somewhere Back In Time World Tour.
A mediados del año 2009, Jaqo Sangalli abandona la banda para estudiar producción musical en Canadá y deja su lugar a Charlie Parra del Riego, quien en 2012 también dejaría la banda para unirse al grupo canadiense Kobra and the Lotus.
En la actualidad, MASACRE se encuentra componiendo su nueva placa discográfica.
En el año 2016 MASACRE publica su cuarto disco de estudio, titulado "Versos del Inframundo".
En el año 2021 se conoce la salida de Adrián del Águila, quedando la banda en un período de pausa. Meses después, se anuncia el regreso de Omar Pizarro como frontman de la banda, concretando el hecho en una presentación en vivo en Lima en Agosto del mismo año, y teniendo a Hans Menacho como baterista para aquella presentación.

## Estilo musical
El estilo de MASACRE tiene varias variantes de sonido, al principio su sonido era similar al sleaze rock y el thrash metal, con el paso del tiempo empezó a tener un estilo de speed metal y rock latino pero siempre manteniendo su estilo de metal extremo.
Entre sus influencias destacan varias bandas de la NWOBHM Como Venom, Diamond Head, Whitesnake, Iron Maiden, Praying Mantis, Saxon, Def Leppard y Angel Witch.
También en sus influencias destacan bandas como Metallica, Celtic Frost, ZZ Top, Scorpions, Blue Cheer Van Halen, Accept, Possessed, Megadeth Ratt, Nazareth, Skid Row, The Cars, Quiet Riot, Mercyful Fate, The Knife, Exodus, Cannibal Corpse, Slayer, Kreator, Kix, AC/DC, Alice Cooper, Motley Crue, Heart, Anthrax, W.A.S.P., Soda Stereo, Hombres G, Andrés Calamaro, Rata Blanca, Dio, Sepultura, Sarcofago, Marduk, Winger, Death, Emperor, Napalm Death, Keel, Warrant y Rainbow.

## Discografía
- 1988 - Sin piedad
- 2001 - Demoledor
- 2004 - En pie de guerra
- 2006 - On The Warpath
- 2016 - Versos del Inframundo